# Iresine discolor
Iresine discolor är en amarantväxtart som beskrevs av Jesse More Greenman. Iresine discolor ingår i släktet Iresine och familjen amarantväxter. Inga underarter finns listade i Catalogue of Life.